# Медейрос де Моура, Рони
Ро́ни Меде́йрос де Мо́ура (порт.-браз. Roni Medeiros de Moura; род. 15 апреля 1999, Сан-Паулу) — бразильский футболист, полузащитник клуба «Коринтианс», выступающий на правах аренды за «Атлетико Гоияниенсе»

## Клубная карьера
В 5 лет присоединился к академии клуба «Коринтианс». В 2017 году, стал победителем Кубка Сан-Паулу по футболу среди юношей. На профессиональном уровне, дебютировал в матче Серии A против «Баии» и забил дебютный гол. 30 марта 2022 года, продлил свой контракт с клубом до 2024 года, несмотря интерес «Баии».